# Elmar Baxşıyev
Elmar Baxşıyev (ur. 3 sierpnia 1980 w Qusar) – azerski piłkarz grający na pozycji pomocnika. Od 2011 roku występuje w FK Qəbələ, do którego trafił z Neftçi PFK. W reprezentacji Azerbejdżanu zadebiutował w 2004 roku. Do 1 listopada 2013 roku rozegrał w niej 30 meczów.